# Goodies (sång)
Goodies är en singel av Ciara och Petey Pablo utgiven 2004 på LaFace Records. Det är hennes första singel från debutalbumet Goodies och hamnade överst på listorna i USA och Storbritannien.

## Listplaceringar
| År   | Land           | Lista                 | Plats | Ref   |
| ---- | -------------- | --------------------- | ----- | ----- |
| 2004 | USA            | Billboard Hot 100     | 1     | [ 3 ] |
| 2004 | USA            | Hot R&B/Hip-Hop Songs | 1     | [ 4 ] |
| 2004 | Storbritannien | UK Singles Chart      | 1     | [ 5 ] |
| 2004 | Sverige        | Sverigetopplistan     | 39    | [ 6 ] |